# Heteropternis micronus
Heteropternis micronus är en insektsart som beskrevs av Huang, C. 1981. Heteropternis micronus ingår i släktet Heteropternis och familjen gräshoppor. Inga underarter finns listade i Catalogue of Life.